# Harry Persson (artist)
Harry Reinhold Persson, född 4 augusti 1906 i Malmö, död där 28 november 1961, var en svensk skådespelare och sångare. 

## Biografi
Persson scendebuterade 1928 i Malmö, han engagerades vid Hälsingborgsrevyn 1930 och kom senare att medverka i revyer hos Karl Gerhard. 
Han filmdebuterade 1933 i Per-Axel Branners Farmors revolution och kom att medverka i nästan 20 filmer.
Harry Persson var även flitigt aktiv som skivartist under 1930- och 1940-talen, både med talskivor och humoristiska visor. Bland hans mera populära inspelningar märks Någonting att äta, någonting att dricka, Åh, sicken fest och En pärla före frukost.
Harry Persson är begravd på Sankt Pauli södra kyrkogård i Malmö.

## Filmografi (i urval)
- 1933 – Farmors revolution
- 1939 – Skanör-Falsterbo
- 1939 – Kalle på Spången
- 1942 – Stinsen på Lyckås
- 1943 – En vår i vapen
- 1944 – Skåningar
- 1944 – Rännstensungar
- 1945 – Jolanta, den gäckande suggan
- 1945 – Trav, hopp och kärlek
- 1945 – Sten Stensson kommer till stan
- 1946 – Ebberöds bank
- 1954 – De röda hästarna
- 1954 – Hästhandlarens flickor
- 1954 – En natt på Glimmingehus
- 1955 – Kärlek på turné
- 1960 – På mitt eget sätt

## Radioteater

### Roller
| År   | Roll | Produktion                                              | Regi |
| ---- | ---- | ------------------------------------------------------- | ---- |
| 1941 |      | Har den äran!, radiokabaret Nils Perne och Sven Paddock |      |